# 藤野 (札幌市)
藤野（ふじの）は北海道札幌市南区の地名。1条から6条、1丁目から最大13丁目までと条丁目の設定の無い番地が存在する。また、北に隣接する白川を合わせて藤野地区という。

## 地理
豊平川の南側に位置し、地区内を国道230号線が通る。東を石山、西を簾舞、北を白川の各地区と隣接する。

## 歴史
旧札幌郡豊平町大字平岸村字簾舞・簾前・ミソマイ・野の沢・オカバルシ川沿・オカバルシ川上、簾舞オカバルシ上流を含む地域。「マルジュウゴ」の屋号を持つ石狩の大漁師・村山伝兵衛が船をつくる木材を切り出したことからその歴史が始まる。そのため、かつては丸重吾（まるじゅうご）または丸重吾の沢と呼ばれていた。もともとは山鼻屯田や篠路兵村の公有地であったため開拓が遅れていたが、1881年（明治14年）頃から屯田兵による開墾が始まった。1883年（明治16年）に野々沢地区に入植者が入り、1897年（明治30年）頃から公有地外の土地の払い下げを受けて水田や牧場が開かれ、入植者が増加。大正から昭和初期にかけては果樹・野菜の供給地として発展した。昭和以降は空沼岳登山コースや藤の沢スキー場が開設され、戦後には十五島公園が開園するなど観光産業が発展した。昭和30年代以降は定山渓鉄道の駅の新設や国道の舗装により、宅地化が進んだ。
- 1944年（昭和19年）- 豊平町の字名改正により藤ノ沢と野々沢が統合され藤野となる。
- 1961年（昭和36年）5月1日 - 札幌市に編入。
- 1972年（昭和47年）4月1日 - 札幌市の政令指定都市移行に伴い、南区の域内となる。

## 交通
- じょうてつ
- 道南バス

## 施設
- 南警察署藤野交番（藤野2-6）
- 札幌市消防局南消防署藤野出張所（藤野2-3）
- 札幌しらかば台南病院（藤野2-11）
- 札幌市藤野地区センター（藤野2-7）
- 十五島公園（藤野1-5）
- 札幌藤の沢すずらんゴルフ場 （藤野932）
- 池見札幌歯科衛生士専門学校（藤野1-10）
- 北海道札幌南陵高等学校（藤野5-10）
- 札幌市立藤野中学校（藤野5-6）
- 札幌市立藤野小学校（藤野2-7）
- 札幌市立藤野南小学校（藤野4-6）
- 札幌梅香幼稚園（藤野2-7）
- 藤ヶ丘幼稚園（藤野4-5）
- 藤ヶ丘保育園（藤野4-5）

## ゆかりの人物
- 常見陽平（労働社会学者、藤野出身）
- 鶴岡トシ（北海道文教大学短期大学部初代学長）